# Sietas Typ 168
Der Typ 168 ist ein Open-Top-Container-Feederschiffstyp der Sietas-Werft in Hamburg-Neuenfelde. Mit 52 gebauten Schiffen gilt das Baumuster als bisher erfolgreichstes Produkt der Werft.

## Geschichte
Der Schiffstyp wurde in den Jahren 2001 bis 2008 von verschiedenen Reedereien in großer Zahl geordert und gebaut.
Die 29 Schiffe des eisverstärkten Typs 168 werden vorwiegend auf europäischen Containerzubringerdiensten eingesetzt, wo sie alleine durch die große Anzahl zu einem Standardschiff geworden sind. Im Nord-Ostsee-Kanal und in der Ostsee zählen sie zu den größeren Einheiten ihrer Art. Der letzte Containerfrachter des Typs 168 wurde im Juni 2008 abgeliefert. Es handelte sich dabei um die Wilhelm der Reederei Jens & Waller.
Die zwölf Schiffe des Typs 168a und die elf Schiffe des Typs 168b sind weltweit in verschiedenen Containerdiensten beschäftigt.

## Technik
Die Schiffe des Typs wurden in verschiedenen Varianten gebaut. Der Basistyp 168 hat die Eisklasse E3, was durch die Eisverstärkung des Rumpfes zu einem höheren Stahlbaugewicht führt. Die 168-Schiffe haben aufgrund des Einsatzgebietes in kalten Regionen ein Ruderhaus mit geschlossenen Brückennocken. Der Untertyp 168a besitzt diese hohe Eisklasse nicht, verfügt dafür aber über eigene Kräne und hat offene Brückennocken. Der Untertyp 168b besitzt ebenfalls nicht die Eisklasse E3, erreicht dafür aber durch das niedrigere Baugewicht eine rund 120 Tonnen höhere Tragfähigkeit und wurde ebenfalls mit offenen Brückennocken gebaut. Darüber hinaus existiert noch der Untertyp 168V, der eine nachträglich verlängerte Variante des Typs 168 darstellt. Alle 168V wurden ursprünglich als 168er fertiggestellt und später auf 149,14 Meter verlängert, wodurch sich die Tragfähigkeit auf 13.740 Tonnen und die Containerkapazität auf 1.008 TEU erhöhte. Die Rümpfe aller Schiffe wurden in Sektionsbauweise zusammengefügt.
Zwei der drei kastenförmigen Laderäume (box-shaped) sind oben offen. Alle Laderäume sind mit Cellguides für den Transport von Containern und den Transport von Gefahrgutcontainern ausgerüstet. Die Tankdecke ist für die Stauung von Schwergut verstärkt. Darüber hinaus ist das Schiff für den Transport von überlangen und überbreiten Containern der gängigsten Sondermaße eingerichtet.
Angetrieben werden die Schiffe von einem Viertakt-Dieselmotor des Typs MaK 9 M 43, der auf einen Verstellpropeller wirkt. Die An- und Ablegemanöver werden durch ein Bugstrahlruder mit 750 kW und ein Heckstrahlruder mit 450 kW Leistung unterstützt.
Als Nachfolger für den Typ 168 entwickelte die Sietas-Werft den nochmals größeren Baltic Max Feeder Sietas Typ 178, von dem aber nur sechs Einheiten gebaut wurden.

## Die Schiffe

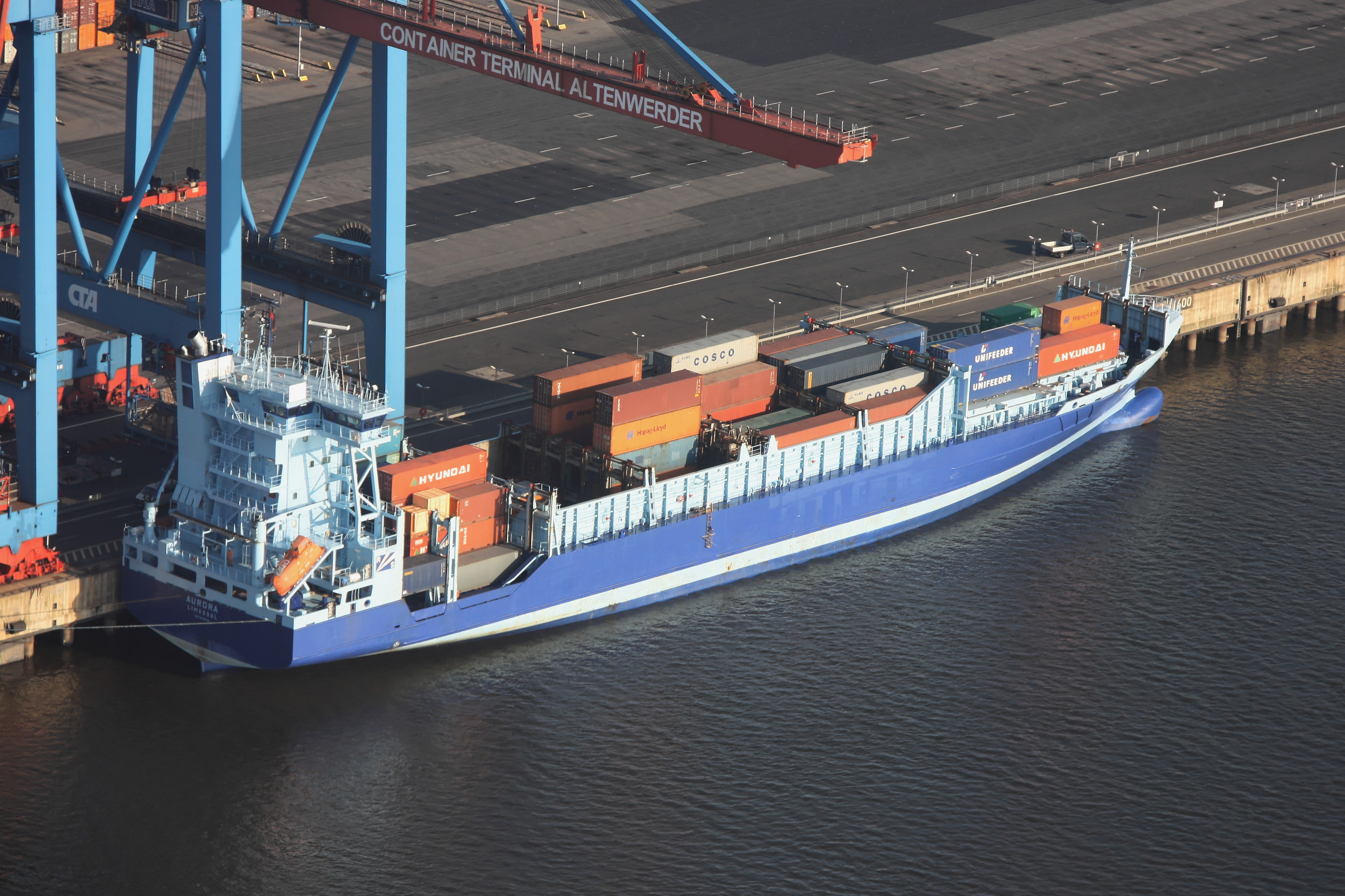
Die Aurora (Typ 168) in Hamburg. Gut sichtbar der offene Laderaumbereich.
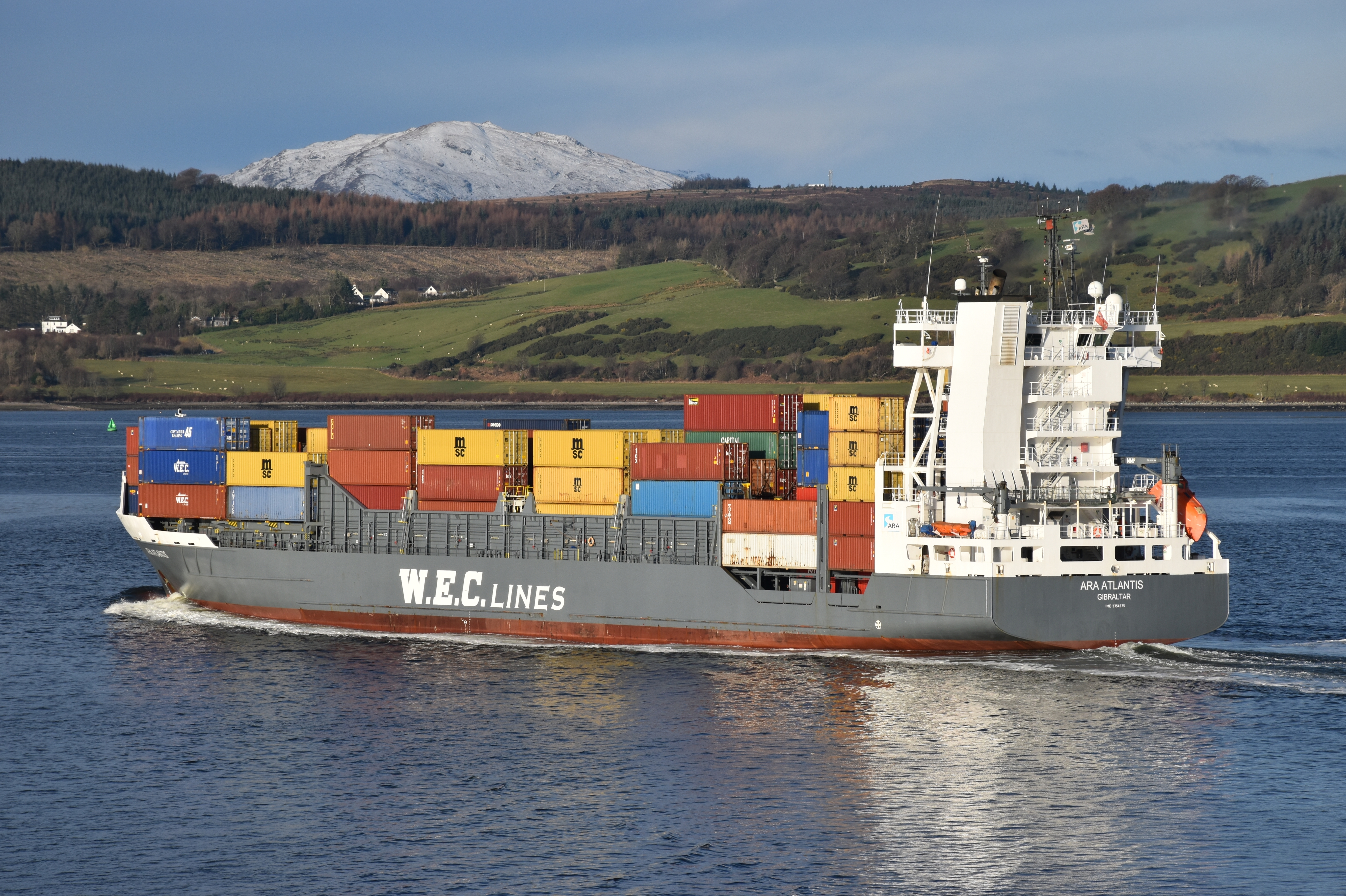
Die ARA Atlantis auf der Clyde (Schottland)
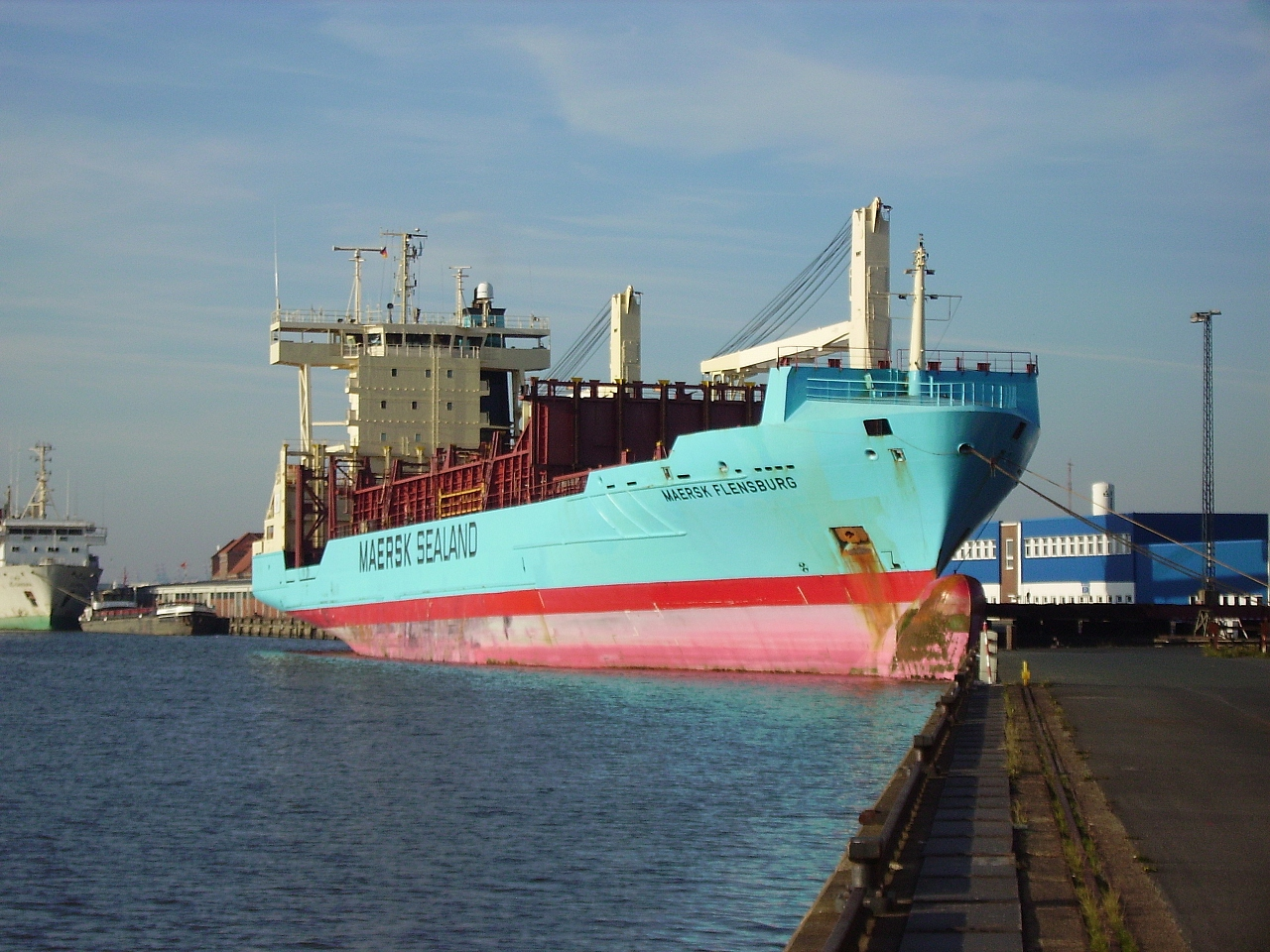
Die Maersk Flensburg (168a)
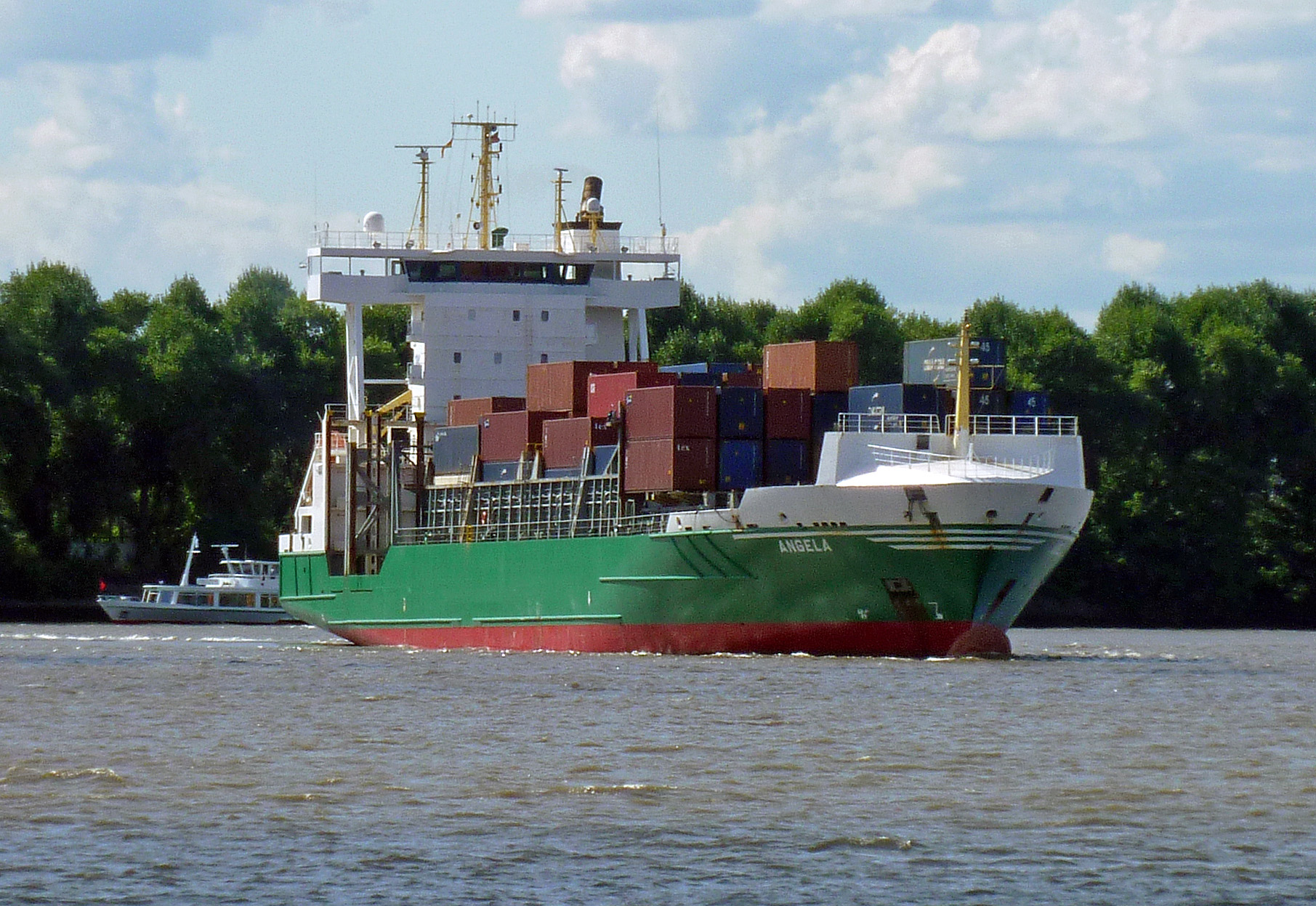
Die 2005 gebaute Angela
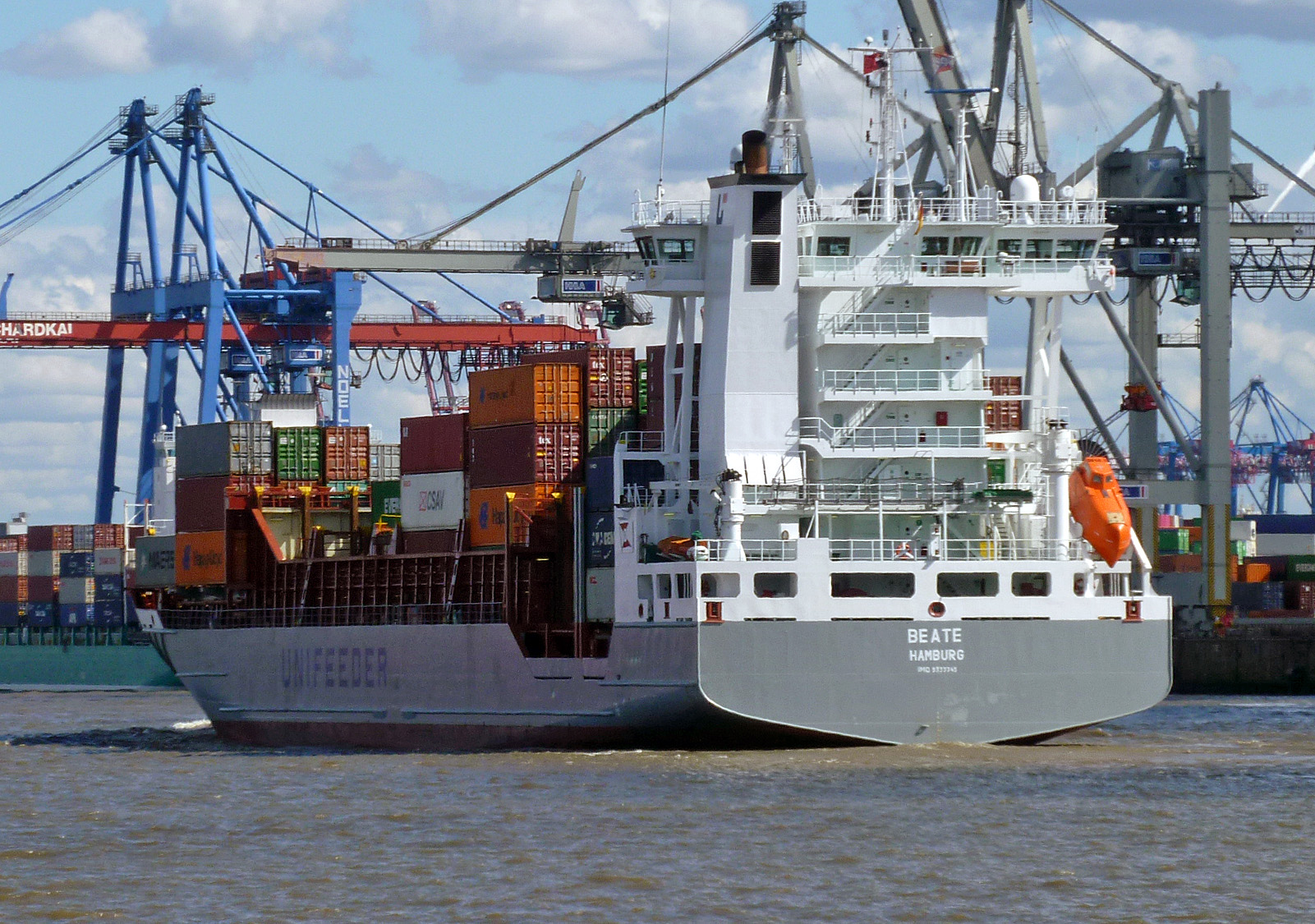
Beate ex Partnership
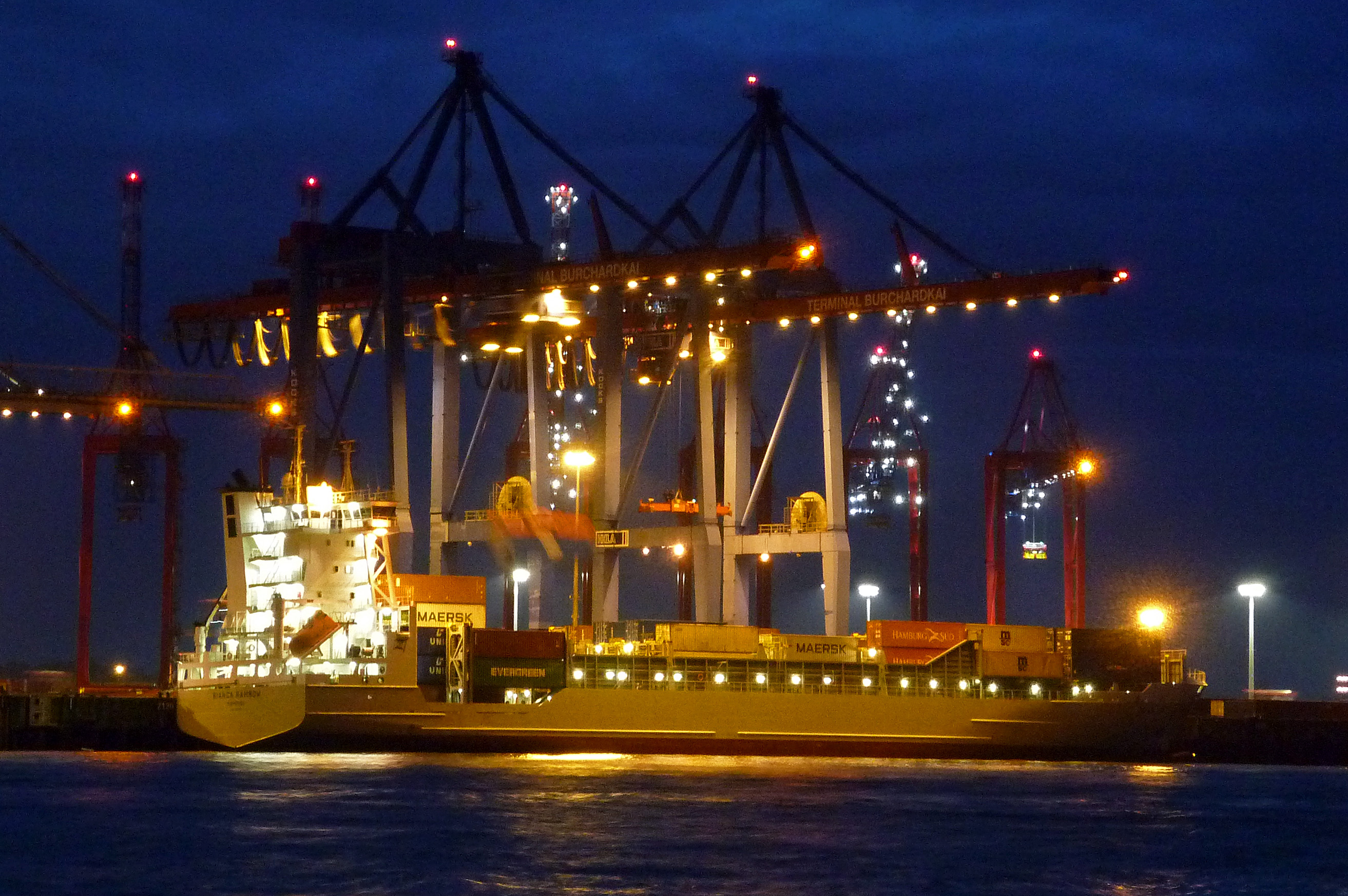
Bianca Rambow 2020 in Hamburg
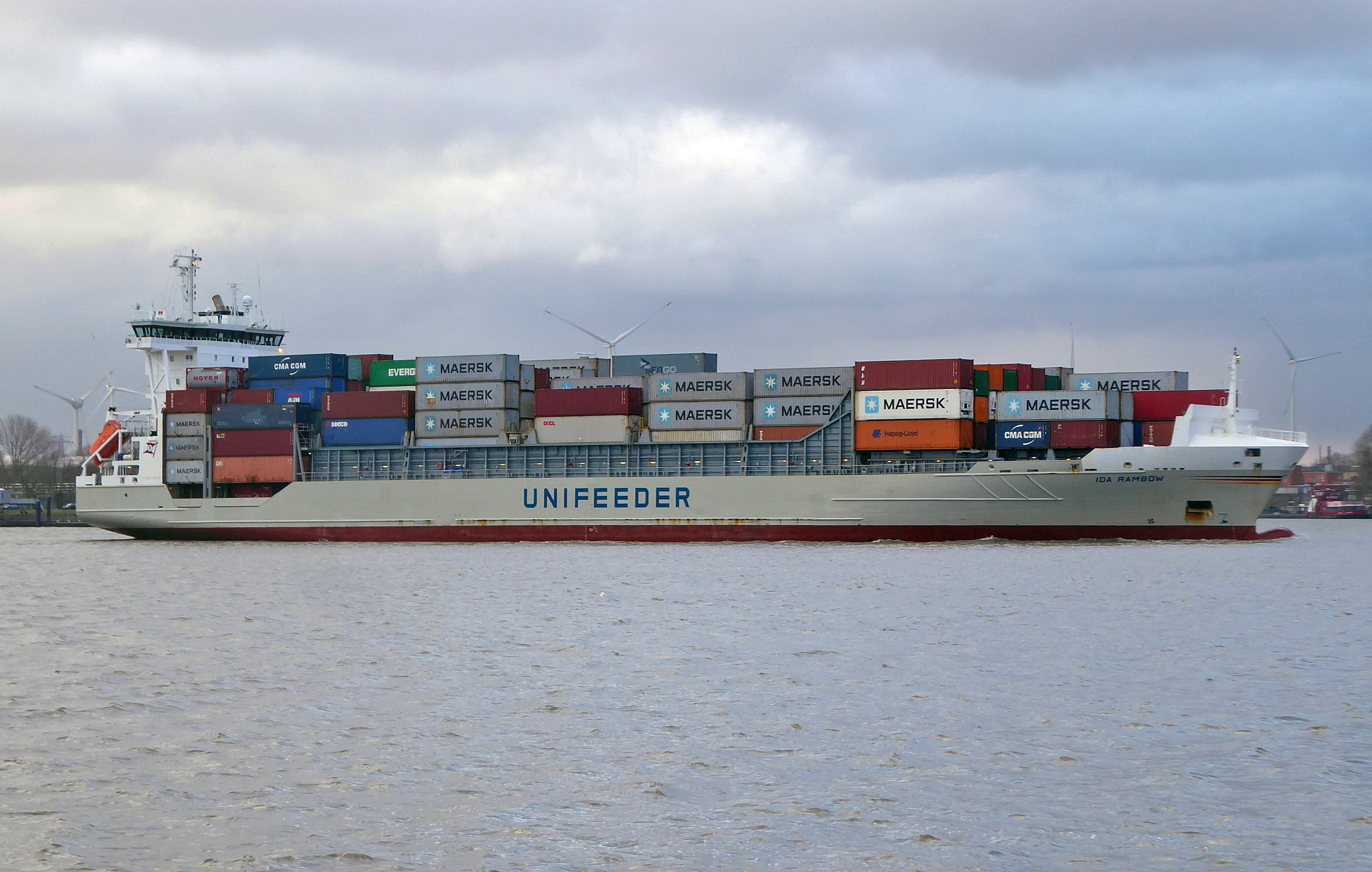
Ida Rambow 2021 in Hamburg

| Schiffsname      | Typ  | Baunummer | IMO-Nummer | Kiellegung Stapellauf Ablieferung                    | Auftraggeber                                                  | Umbenennungen und Verbleib |
| ---------------- | ---- | --------- | ---------- | ---------------------------------------------------- | ------------------------------------------------------------- | --- |
| Akacia           | 168V | 1206      | 9315020    | 28. Juni 2002 14. September 2004 19. November 2004   | Peter Döhle Schiffahrts KG, Hamburg                           | 2004 Baltic Swan, 2013 Akacia |
| Alana            | 168V | 1149      | 9297589    | 24. Juni 2002 22. April 2004 23. Juli 2004           | Peter Döhle Schiffahrts KG, Hamburg                           | |
| Andrea Ehler     | 168  | 1260      | 9333357    | 14. Juli 2004 11. Juli 2005 14. September 2005       | Reederei Ehler, Otterndorf-Niederelbe                         | 2008 Andrea |
| Anina            | 168V | 1234      | 9354351    | 30. November 2004 18. April 2006 16. Juni 2006       | Peter Döhle Schiffahrts KG, Hamburg                           | 2006 OOCL Finland, 5/2012 Gorky Park, 8/2012 Anina |
| Anna Sirkka      | 168  | 1258      | 9354454    | 20. Dezember 2004 30. August 2006 13. Oktober 2006   | Reederei Heinrich, Jork                                       | 2006 Annaland, 2009 Anna Sikkra, 2016 Joanna Borchard, 2020 JSP Anna |
| Annabella        | 168  | 1235      | 9354363    | 2. Dezember 2004 1. August 2006 29. September 2006   | Peter Döhle Schiffahrts KG, Hamburg                           | 2013 Annabella S, 2015 WEC Mondriaan |
| Anna Sophie Dede | 168  | 1193      | 9237369    | 1. September 2000 8. September 2001 1. Oktober 2001  | Reederei Friedhelm Dede, Jork                                 | 2001 Joanna Borchard, 2004 Holland Maas Antilles, 2006 Anna Sophie Dede, 2009 Judith Borchard, 2012 Anna Sophie Dede, 2016 Moveon, 2024 MEL Spirit                        |
| Aurora           | 168  | 1128      | 9234989    | 4. März 1999 19. Juni 2001 31. Juli 2001             | Reederei Rudolf Schepers, Haren/Ems                           | |
| Miriam Borchard  | 168  | 1194      | 9237371    | 4. September 2000 16. Oktober 2001 15. November 2001 | Reederei Heinz-Georg Vöge, Stade                              | 2004 Berit, 2004 Holland Maas Habana, 2005 Berit, 2009 WEC Dali, 2013 Berit, 2015 WEC Vermeer                                                                             |
| Bianca Rambow    | 168  | 1167      | 9297591    | 24. Juni 2002 27. Juli 2004 24. September 2004       | Reederei Rambow, Drochtersen                                  | |
| Elan             | 168V | 1244      | 9315006    | 29. März 2004 31. März 2005 24. Mai 2005             | JR Ship Management, Harlingen, Niederlande                    | 2005 OOCL St.Petersburg, 2013 Elan, 2021 WEC Van Rijn |
| Elite            | 168V | 1245      | 9315018    | 29. März 2004 27. März 2005 12. Juli 2005            | JR Ship Management, Harlingen, Niederlande                    | 2005 Holland Maas Batave, 12/2005 MSC Batave, 2007 Elite, 2021 WEC De Hoogh                                                                                               |
| Finnlandia       | 168  | 1207      | 9315032    | 28. Juni 2002 18. Oktober 2004 14. Dezember 2004     | Hammonia Reederei, Hamburg                                    | 2004 OOCL Narva, 2011 Finnlandia, 2016 X-Press Shannon, 2024 Baltic Shark                                                                                                 |
| Hanna            | 168  | 1285      | 9376048    | 16. Dezember 2005 2. April 2004 5. Juni 2008         | Reederei Gebrüder Ahrens, Grünendeich                         | 6/2008 WEC Van Ruysdeal, 12/2008 Hanna |
| Helmut           | 168  | 1259      | 9354466    | 20. Dezember 2004 7. Oktober 2006 16. November 2006  | Reederei Jens & Waller, Stade                                 | 2006 Livland, 2009 Helmut, 2017 Emily Borchard, 2018 Helmut |
| Henneke Rambow   | 168  | 1242      | 9354430    | 2. Dezember 2004 15. Dezember 2006 11. Januar 2007   | Reederei Rambow, Drochtersen                                  | |
| Ida Rambow       | 168V | 1274      | 9354478    | 22. Dezember 2004 15. Juni 2007 14. September 2007   | Reederei Rambow, Drochtersen                                  | |
| Jan              | 168  | 1190      | 9231834    | 21. Juni 2000 23. März 2001 1. Mai 2001              | Reederei Drevin, Cuxhaven                                     | 2001 OOCL Nevskiy, 2011 Bjorg, 2022 Susan Borchard |
| Jan-Fabian       | 168  | 1243      | 9354442    | 14. Dezember 2004 24. August 2007 31. Oktober 2007   | Reederei Heinz-Georg Vöge, Stade                              | 2008 Dina Trader |
| Margaretha       | 168  | 1192      | 9234991    | 26. Juni 2000 1. August 2008 6. Oktober 2001         | Reederei Rudolf Schepers, Haren/Ems                           | 2007 Jork, 2022 Elbskipper |
| Judith Borchard  | 168  | 1070      | 9246566    | 14. Dezember 2000 13. Dezember 2003 20. Februar 2004 | Reederei Gebrüder Ahrens, Grünendeich                         | 2007 Larissa, 2008 WEC Van Gogh, 2013 Larissa, 2015 WEC Van Gogh |
| Laura Ann        | 168  | 1143      | 9242558    | 12. Dezember 2000 14. Dezember 2001 1. Januar 2002   | Reederei Winfrid Eicke, Heide                                 | 2002 Ruth Borchard, 2004 Holland Maas Caraibes, 2005 Laura Ann, 2020 Naama Borchard                                                                                       |
| Mistral          | 168  | 1283      | 9376024    | 14. Dezember 2005 14. Dezember 2007 28. Februar 2008 | Reederei Heinz Moje, Drochtersen                              | 2016 Wec Goya, 2019 Mistral, 2024 Novik Maria |
| Nathalie Ehler   | 168  | 1144      | 9242560    | 12. Dezember 2000 9. Februar 2002 1. März 2002       | Reederei Ehler, Otterndorf-Niederelbe                         | 2002 Rachel Borchard, 2004 Nathalie Ehler, 2010 WEC Van Ruysdael, 2011 Nathalie Ehler, 7/2012 Ruth Borchard, 11/2012 Nathalie Ehler, 2013 Elbstrand, 2019 Amelie Borchard |
| Neuenfelde       | 168  | 1191      | 9231846    | 23. Juni 2000 11. Mai 2001 15. Juni 2001             | Bernd Bartels, Neu Wulmstorf                                  | 2001 OOCL Neva, 2012 Neuenfelde |
| Partnership      | 168  | 1257      | 9333345    | 14. Juli 2004 12. August 2005 12. Oktober 2005       | Reederei Heinz-Georg Vöge, Stade                              | 2009 WEC Sorolla, 2013 Bottenvik, 2016 Beate |
| Robert           | 168  | 1233      | 9354349    | 30. November 2004 1. März 2006 27. April 2006        | Reederei Heinz-Georg Vöge, Stade                              | 2006 Birkaland, 2009 Robert, 2011 X-Press Etna, 2019 X-Press Sousse |
| Ruth             | 168  | 1284      | 9376036    | 14. Dezember 2005 2. März 2008 8. Mai 2008           | Reederei Jens & Waller, Stade                                 | |
| Wilhelm          | 168  | 1286      | 9376050    | 16. Dezember 2005 25. April 2008 26. Juni 2008       | Reederei Jens & Waller, Stade                                 | 2008 WEC Goya, 2009 Wilhelm |
| Analena          | 168a | 1256      | 9326990    | 18. Juni 2004 1. Februar 2006 29. März 2006          | Peter Döhle Schiffahrts KG, Hamburg                           | 2006 MSC Portugal, 2008 Analena, 2020 NCL Averoy |
| Coneste          | 168a | 1212      | 9252802    | 19. April 2001 8. Januar 2003 27. März 2003          | Bernd Bartels, Jork                                           | 2003 Maersk Fremantle, 2009 Coneste |
| Daniel           | 168a | 1255      | 9326988    | 18. Juni 2004 7. Dezember 2005 9. Februar 2006       | Reederei Manfred Draxl, Haren/Ems                             | ca. 2020 NCL Alesund, 2021 CT Daniel |
| Pioneer Sea      | 168a | 1210      | 9252785    | 18. April 2001 14. November 2002 6. März 2003        | Pioneer Ocean Shipping, Hamburg                               | 2002 Esperanza, 2003 Maersk Freeport, 2009 BF Esperanza |
| Angela           | 168a | 1254      | 9326976    | 16. Juni 2004 7. Oktober 2005 8. Dezember 2005       | Peter Döhle Schiffahrts KG, Hamburg                           | 2021 Eli A |
| Lina             | 168a | 1209      | 9266530    | 17. April 2001 25. Oktober 2002 14. Dezember 2002    | Reederei Heinz-Georg Vöge, Stade                              | 2002 Maersk Falmouth, 2012 Falmouth |
| Maria            | 168a | 1213      | 9266542    | 1. Dezember 2001 19. Dezember 2002 18. Februar 2003  | Reederei Heinz-Georg Vöge, Stade                              | 2003 Maersk Fortaleza, 2009 BF Leticia |
| Frieda           | 168a | 1214      | 9297618    | 26. Juni 2002 22. April 2004 17. Juni 2004           | Reederei Heinz-Georg Vöge, Stade                              | 2004 Maersk Ferrol, 2012 BF Caroda |
| Passat           | 168a | 1253      | 9326964    | 16. Juni 2004 8. September 2005 9. November 2006     | Reederei Heinz Moje, Drochtersen                              | 2005 Maersk Fawley, 2009 CMA CGM Casablanca, 2013 Passat, 2019 NCL Svelgen, 2022 WEC Frans Hals                                                                           |
| Pioneer Lake     | 168a | 1211      | 9252797    | 18. April 2001 22. November 2002 18. Januar 2003     | Reederei MS "Pioneer Lake" Schiffahrts GmbH & Co. KG, Hamburg | 2003 Maersk Florence, 6/2009 Pioneer Lake, 11/2009 Taroudant, 2010 Pioneer Lake, 2013 Avera, 2024 Lars D                                                                  |
| Pioneer Ocean    | 168a | 1208      | 9252773    | 17. April 2001 7. September 2002 29. November 2002   | Pioneer Ocean Shipping, Hamburg                               | 2002 Maersk Flensburg, 2019 Flensburg, 2022 NCL Salten |
| Pioneer Sea      | 168a | 1178      | 9297606    | 26. Juni 2002 22. März 2004 26. Mai 2004             | Reederei MS "Pioneer Sea" Schiffahrts GmbH & Co. KG, Hamburg  | 2004 Maersk Funchal, 2015 Visitor |
| Actuaria         | 168b | 1236      | 9354375    | 2. Dezember 2004 21. Februar 2007 19. April 2007     | Peter Döhle Schiffahrts KG, Hamburg                           | 2008 ARA Atlantis, 2009 Emily Borchard, 2013 ARA Atlantis, 2021 Atlantis A                                                                                                |
| Allegro          | 168b | 1142      | 9246554    | 15. Dezember 2000 22. Januar 2004 30. April 2004     | Reederei Winfried Eicke, Heide                                | 2004 Ruth Borchard, 2006 Allegro, 2008 Ruth Borchard, 4/2009 Allegro, 12/2009 Charlotte Borchard, 2013 Allegro                                                            |
| Aquila           | 168b | 1251      | 9326940    | 14. Juni 2004 29. April 2005 17. Juni 2005           | Peter Döhle Schiffahrts KG, Hamburg                           | 6/2005 Holland Maas Habana, 10/2005 MSC Yorkshire, 2007 Katherine Borchard, 2013 Alida, 2018 WEC Corneille                                                                |
| Rita             | 168b | 1238      | 9354399    | 6. Dezember 2004 11. Mai 2006 6. Juli 2006           | Hans-Uwe Meyer, Jork                                          | 2007 Buxtehude, 2009 Sara Borchard, 2015 Buxtehude, 2021 Dagmar |
| Conelbe          | 168b | 1240      | 9354416    | 8. Dezember 2004 13. Mai 2007 2. August 2007         | Bernd Bartels, Jork                                           | 2008 WEC Velazquez, 2016 JSP Slidur, 2022 WEC Jan Steen |
| Confianza        | 168b | 1141      | 9246542    | 15. Dezember 2000 9. Februar 2004 26. März 2004      | Foroohari Schifffahrts KG, Stade                              | 2004 Mirjam Borchart, 2007 Confianza, 2009 WEC Vermeer, 2012 BF Confianza, 2013 Max Limit, 2018 Pacific Geneva, 2024 K-Pacific                                            |
| Euphoria         | 168b | 1239      | 9354404    | 8. Dezember 2004 9. Juni 2006 11. August 2006        | Foroohari Schifffahrts KG, Stade                              | 2009 Wec van Eyck, 2013 BF Euphoria, 2015 Max Loyality, 2018 Green Atlantic, 2018 Amelie Borchard, 2019 Atlantic Green                                                    |
| John Lukas Dede  | 168b | 1252      | 9326952    | 14. Juni 2004 10. Juni 2005 10. August 2005          | Reederei Friedhelm Dede, Jork                                 | 2005 Holland Maas Caraibes, 5/2006 MSC Caraibes, 6/2006 Holland Maas Caraibes, 9/2006 MSC Caraibes, 2007 Lucy Borchard, 2014 John Lukas Dede, 2016 Trouper                |
| Kornett          | 168b | 1241      | 9354428    | 10. Dezember 2004 21. April 2007 5. Juli 2007        | Reederei Winfrid Eicke, Heide                                 | 2020 Sara Borchard |
| Max Linus Dede   | 168b | 1237      | 9354387    | 6. Dezember 2004 16. März 2007 31. Mai 2007          | Reederei Friedhelm Dede, Jork                                 | 2007 Joanna Borchard, 2008 Max Linus Dede, 2009 Joanna Borchard, 2016 Andante                                                                                             |
| Stina            | 168b | 1140      | 9246530    | 14. Dezember 2000 22. September 2003 11. März 2004   | Reederei Jan Breuer, Hammah                                   | 2006 Charlotte Borchard, 2009 Rachel Borchard, 2013 Stina, 2016 Katherine Borchard                                                                                        |

Nicht gesondert referenzierte Daten: Equasis, Germanischer Lloyd